# Pinchas Rutenberg
Pinchas Rutenberg (hebrejsky: פנחס רוטנברג, rodným jménem Pjotr Mojsejevič Rutenberg, rusky: Пë́тр Моисе́евич Ру́тенберг; 5. února 1879 Romny, Ruské impérium – 3. ledna 1942 Jeruzalém, Britský mandát Palestina) byl prominentní inženýr a podnikatel, člen strany socialistů-revolucionářů a sionistický vůdce. Hrál aktivní roli v ruských revolucích v letech 1905 a 1917.

## Životopis

### Socialistický revolucionář
Pjotr Rutenberg se narodil v Romnách, severně od Poltavy na Ukrajině. Po ukončení docházky do střední školy se zapsal do technologického institutu v Petrohradu, a vstoupil do strany socialistů-revolucionářů. Rutenberg pracoval jako manažer dílny v Putilovské továrně, v níž působilo Shromáždění ruských továrních dělníků. Vůdcem tohoto shromáždění byl populární pop Georgij Gapon. Rutenberg se stal jeho přítelem, který z Gapona udělal velkou osobnost u eserů.
Roku 1905 organizoval Gapon pokojný dělnický průvod k Zimnímu paláci, aby carovi předložili petici. Tohoto pochodu se účastnil i Rutenberg. Kozáci však začali do davu střílet a stovky lidí zahynulo. Rutenbergovi a Gaponovi se však podařilo uprchnout. Tento incident, známý jako Krvavá neděle, zažehl první ruskou revoluci roku 1905.
Gapon a Rutenberg uprchli do ciziny, kde byli přivítáni jinými ruskými vystěhovalci Georgijem Plechanovem, Vladimirem Iljičem Leninem, Petrem Kropotkinem a francouzskými socialisty Jeanem Jaurèsem a Georgesem Clemenceauem. Koncem roku 1905 se Rutenberg a Gapon vrátili do Ruska.
Boris Savinkov, jeden z vůdčích eserů, však brzy odhalil Gaponovy kontakty s tajnou politickou policií Ochrankou, a vyzval Rutenberga, aby Gapona zabil.
Roku 1906 se Gapon setkal s Rutenbergem v chatce za finskou hranicí. Savinkov sám na exekuci dohlédl. Rutenberg po chvilce vyzval Savinkova, aby z místnosti odešel. Když se po chvilce vrátil, Gapon byl mrtvý.

### Příklon k sionismu

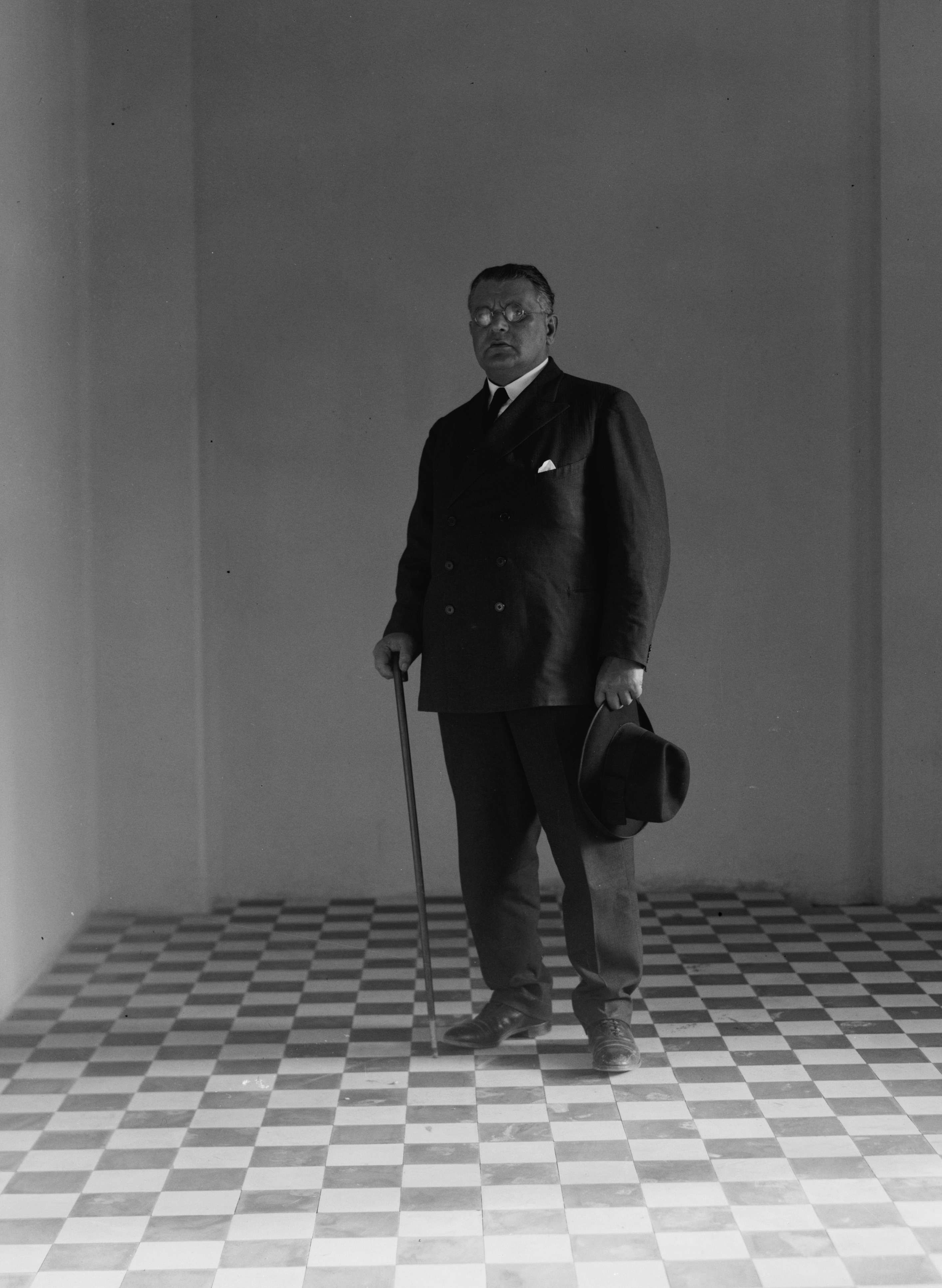
Rutenberg počátkem 40. let

Rutenberg byl zanedlouho vystěhován a usadil se v Itálii. Začal podnikat a zabýval se vodním stavitelstvím. Zabýval se také židovskými problémy a přesvědčil se, že Židé musí žít v jediné zemi.
Když vypukla první světová válka, sionismus podporovaly hlavně státy Dohody. Rutenberg navštívil evropská hlavní města, setkal se s prominentními politiky a sionistickými vůdci, a spojil se s Vladimírem Žabotinským a Josefem Trumpeldorem při vzniku Židovských legií. V roce 1915 odcestoval Rutenberg do USA, aby na svou stranu získal americké Židy.
Silnou podporu našel zejména v New Yorku. Rutenberg spolupracoval s Davidem Ben Gurionem, Jicchakem Ben Cvim a Ber Borochovem. V té době také publikoval knihu Národní obrození židů pod pseudonymem Pinchas Ben-Ami. Již v té době se zabýval zavedením elektřiny v Izraeli.

### Antibolševik
Rutenberg uvítal příchod únorové revoluce roku 1917. V červenci téhož roku se vrátil do Petrohradu, kde byl přivítán kolegou a předsedou prozatímní vlády Alexandrem Kerenským. Rutenberg byl brzy jmenován náměstkem prezidenta Petrohradského magistrátu, místní Dumy.
Za říjnové revoluce během útoku na Zimní palác bránil Rutenberg sídlo vlády poté, co Kerenskij unikl. Když bolševici zvítězili, byl zatčen a uvržen do vězení, společně s „kapitalistickými ministry“.
V roce 1918, kdy se německá armáda přiblížila k Petrohradu, bolševici Rutenberga spolu s mnoha jinými vězni propustili. Rutenberg se přesunul do Moskvy a přijal pozici v družstevním hnutí. Brzy však byl rozpoután rudý teror, který útočil zejména na esery. Rutenberg unikl z Moskvy a do Ruska se již nikdy nevrátil.

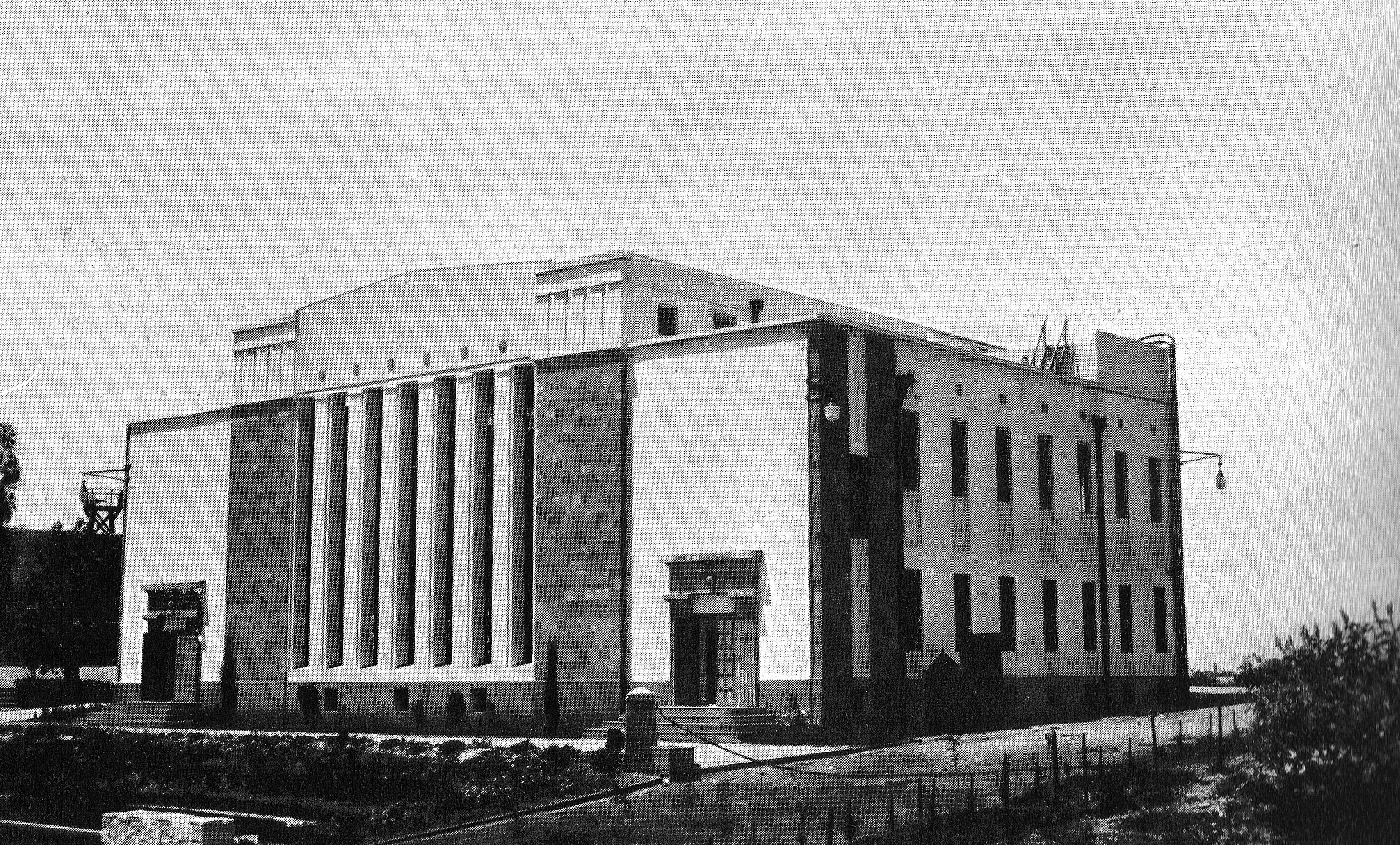
Rutenbergova společnost Palestine Electric Company, Ltd.

### V Palestině
V roce 1919 se Rutenberg usadil v Paříži. K propagaci plánu elektrifikace dostal finanční podporu od barona Edmonda Jamese de Rothschilda a jeho syna.
Roku 1921 odešel Rutenberg do Palestiny, kde začal s plány zavedení elektřiny v Izraeli. V roce 1923 založil společnost Palestine Electric Company, Ltd. Roku 1931 vybudoval hydroelektrárnu Naharajim na řece Jordán, kdy získal politickou podporu Winstona Churchilla a finanční podporu barona de Rothschilda. Další elektrárny nechal postavil v Tel Avivu, Haifě, Tiberiasu a jiných městech.
Pjotr Rutenberg zemřel v roce 1942 v Jeruzalémě. Jeho posledním přáním bylo, aby jeho dům a peníze byly užity k elektrifikačním účelům.